# Langhovde
Die Langhovde (englisch Langhovde Hills) ist ein ausgedehntes Gebiet felsiger Hügel entlang des Ostufers der Lützow-Holm-Bucht unmittelbar südlich der Hovdebukta an der Prinz-Harald-Küste des ostantarktischen Königin-Maud-Lands.
Norwegische Kartografen kartierten diese Hügel anhand geodätischer Vermessungen und mittels Luftaufnahmen der Lars-Christensen-Expedition 1936/37. Ihr Name bedeutet übersetzt „lange Anhöhe“.